# Южный ндебеле
Южный ндебеле (isiNdebele) — язык группы нгуни бантуйской семьи, распространённый в ЮАР. Является одним из 11 официальных языков страны. На ндебеле говорят около 2 миллионов человек, преимущественно народ ндебеле.

## Лингвогеография

### Ареал и численность
Основной ареал распространения языка:
- Мпумаланга (особенно районы Ква-Ндебеле)
- Гаутенг
- Северо-Западная провинция
- Лимпопо

### Диалекты
Выделяют следующие диалектные группы:
- Северный ндебеле
- Южный ндебеле
- Ндебеле Трансвааля

## Письменность
Используется модифицированный латинский алфавит. Особенностью является использование диграфов для обозначения кликсов: c [ǀ], q [!], x [ǁ].

## Лингвистическая характеристика

### Фонология
Характерные черты:
- Наличие трёх кликсов
- Тональная система (высокий и низкий тоны)
- Развитая система согласных

### Морфология
Типичная для языков банту система именных классов (18 классов). Глагольная система включает:
- Полиперсональное спряжение
- Развитую систему времен и наклонений
- Деривационные суффиксы

### Синтаксис
Базовый порядок слов — SVO (подлежащее-сказуемое-дополнение).

## Пример текста
Фраза на ндебеле:
- "Sikhuluma isiNdebele" — "Мы говорим на ндебеле"